# Michael Riegler
Michael Riegler (Grabs, 17 luglio 1979) è un ex sciatore alpino liechtensteinese.

## Biografia
Originario di Schaan e attivo in gare FIS dal gennaio del 1995, Riegler esordì in Coppa Europa il 19 dicembre 2000 a Sankt Moritz in discesa libera (99º) e in Coppa del Mondo il 26 gennaio 2002 a Garmisch-Partenkirchen in supergigante classificandosi 59º: tale piazzamento sarebbe rimasto il migliore di Riegler nel massimo circuito internazionale. Un mese dopo disputò i suoi unici Giochi olimpici invernali e a Salt Lake City 2002 si classificò 35º nello slalom gigante e non completò il supergigante; l'anno dopo prese parte ai suoi primi Campionati mondiali, Sankt Moritz 2003, piazzandosi 33º nello slalom gigante.
Prese per l'ultima volta il via in Coppa del Mondo il 21 dicembre 2004 a Flachau in slalom gigante, senza completare la prova; ai successivi Mondiali di Bormio/Santa Caterina Valfurva 2005, sua ultima presenza iridata, fu 37º nel supergigante e non completò lo slalom gigante. Si ritirò al termine di quella stessa stagione 2004-2005 e la sua ultima gara fu lo slalom gigante dei Campionati svizzeri 2005, disputato il 31 marzo a Veysonnaz e chiuso da Riegler al 22º posto.

## Palmarès

### Coppa Europa
- Miglior piazzamento in classifica generale: 128º nel 2004

### Campionati liechtensteinesi
- 3 medaglie:
  - 2 ori (slalom gigante nel 2002; slalom speciale nel 2005)
  - 1 argento (slalom speciale nel 2002)

### Campionati svizzeri
- 1 medaglia[1]:
  - 1 bronzo (supergigante nel 2004)